# إم إس سي سي فيو
ام اس سي سي فيو (بالإنجليزية: MSC Seaview)‏ هي سفينة سياحية والتي تملكها وتديرها ام اس سي للرحلات البحرية. ودخلت في الخدمة في عام 2018. وهي السفينة التوأم المتطابقة مع سفينة ام اس سي سي سايد ضمن اسطول الشركة من فئة سي سايد.

## نبذة
ارتكز التصميم الهندسي لـ سي فيو والسفينة الشقيقة المتطابقة سي سايد على مشروع ميل الذي أطلق من قبل شركة فينكانتييري، وهو نموذج مبدئي لم تقم الشركة بالعمل به لمده 12 عامًا سابقه. تميز ذلك النموذج بمولدات الديزل في منتصف السفينة، وهيكل أعرض ، وبنية عليا أضيق، ونقل المناطق العامة ذات الوزن الثقيل إلى الطوابق السفلية لخفض مركز ثقل السفينة. يعكس تصميم السفينة هذه الميزات ، جنبًا إلى جنب مع غرفة المحرك الوسطى والممرات ، وممشى خشبي أوسع على جانبي السفينة ، وسطح خلفي أوسع يضم مسبحًا كبيرًا يكمل تلك الموجودة على الطوابق العليا. تم وضع المتنزه الخلفي عند قاعدة الهيكل الضيق الشبيه بالبرج الذي يضم كبائن في مؤخرة السفينة. ومن الميزات الأخرى الإضافية تشمل حديقة مائية مصممة خصيصًا من قبل وايت واتر ويست على السطح العلوي، ومنطقة خاصة لأعضاء النادي الفاخر ويتكون من خمس طوابق، والتي تستضيف ركاب الخدمة المميزة في الإقامة والمرافق. وثلاثة مطاعم ذات طابع خاص، وصالة بولينغ ومسرح.
في 22 مايو 2014 ، أعلنت شركة ام اس سي أنها طلبت بناء سفينتين جديدتين من طراز 154,000 GT منفينكانتييري. استند الطلب الجديد على النموذج الأولي لفئة سي سايد، حيث بلغت تكلفة كل سفينة 700 مليون يورو لكل سفينة. في 4 يوليو 2016 ، أعلنت ام اس سي أن السفينة الجديدة ستُطلق عليها اسم ام اس سي سي فيو، وستكون ضمن فئة سي سايد من إسطول الشركة. بدأ البناء رسميًا باحتفال رسمي في 16 أكتوبر 2015 في حوض بناء السفن التابع لشركة فينكانتييري في مونفلكوني ، إيطاليا. في 4 مارس 2016 ، تم بداية تجميع الهيكل، حيث تم وضع أول كتلة تزن 550 طنًا من السفينة. تم الاحتفال في 23 أبريل 2018 بتعويم السفينة خارج حوض بناء السفن. أجرت مجموعتها الأولى من التجارب البحرية لمدة 5 أيام بعد التعويم قبل البدء في تجهيزها النهائي.
يبلغ حجم الحمولة ام اس سي سي فيو 153,516 ح.إ وتضم كبائن للركاب بسعة إجمالية تبلغ 5,119 راكبًا. ويبلغ طاقم السفينة 1,413 من الأفراد. يبلغ طولها 323 مترًا، وعرض 41 مترًا بارتفاع 18 طابقا، وسرعتها القصوى تبلغ 23 عقدة (39,4 كم/ساعة). دعمت السفينة بنظام مولد ديزل-الكهربائي، مع أربعة محركات من المصنع فرتيسلا لقيادة معدات جنرال الكتريك الكهربائية، ومجهزة بتجهيزات للعادم للتعامل مع السخام. يتم الدفع الرئيسي من خلال مروحتين كل منهما يقودها محرك كهربائي بقدرة 20 ميغاوات (27000 حصان)؛ بالإضافة إلى أربعة محركات دفع أمامية وثلاثة في الخلف بقدرة 3.1 ميجاوات (4200 حصان) تسمح بالمناورة عن قرب.